# 河流

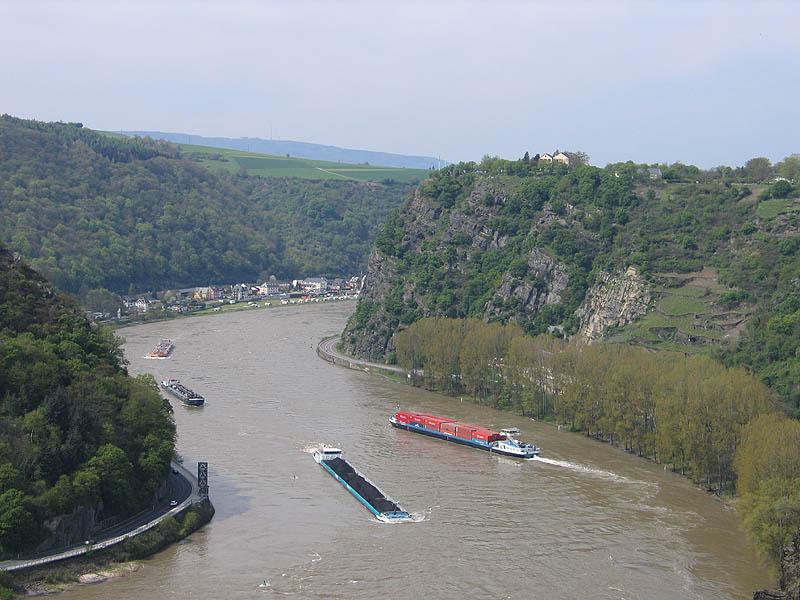
萊茵河

河流（江、河、江河、河道，古稱水、川、河川，局地稱溪、港、郭勒、沐沦、曲、藏布等）是自然汇入海洋、湖泊的流水，通常为淡水。在少数情况下，河流流入地下或者在汇入另一水体之前便干涸。河流有時會匯入另一條河流。较小的河流可能会被称作溪流、支流等。
河流是水循环的一环。河流中的水主要来自其流域降水形成的地表径流和其他诸如地下水补给、泉以及自然积雪（比如冰川）存水融化。河流水文学是研究河流的科学，湖沼学则是研究内陆水体的科学。
地球外星球上尚未发现河流，尽管在土卫六上有大量烃形成的类河流。其他行星上的峡谷可能是曾经有过河流的证据，特别是火星，理论上推理认为在適居帶的行星或卫星上也可能存在。

## 河流和水的循環

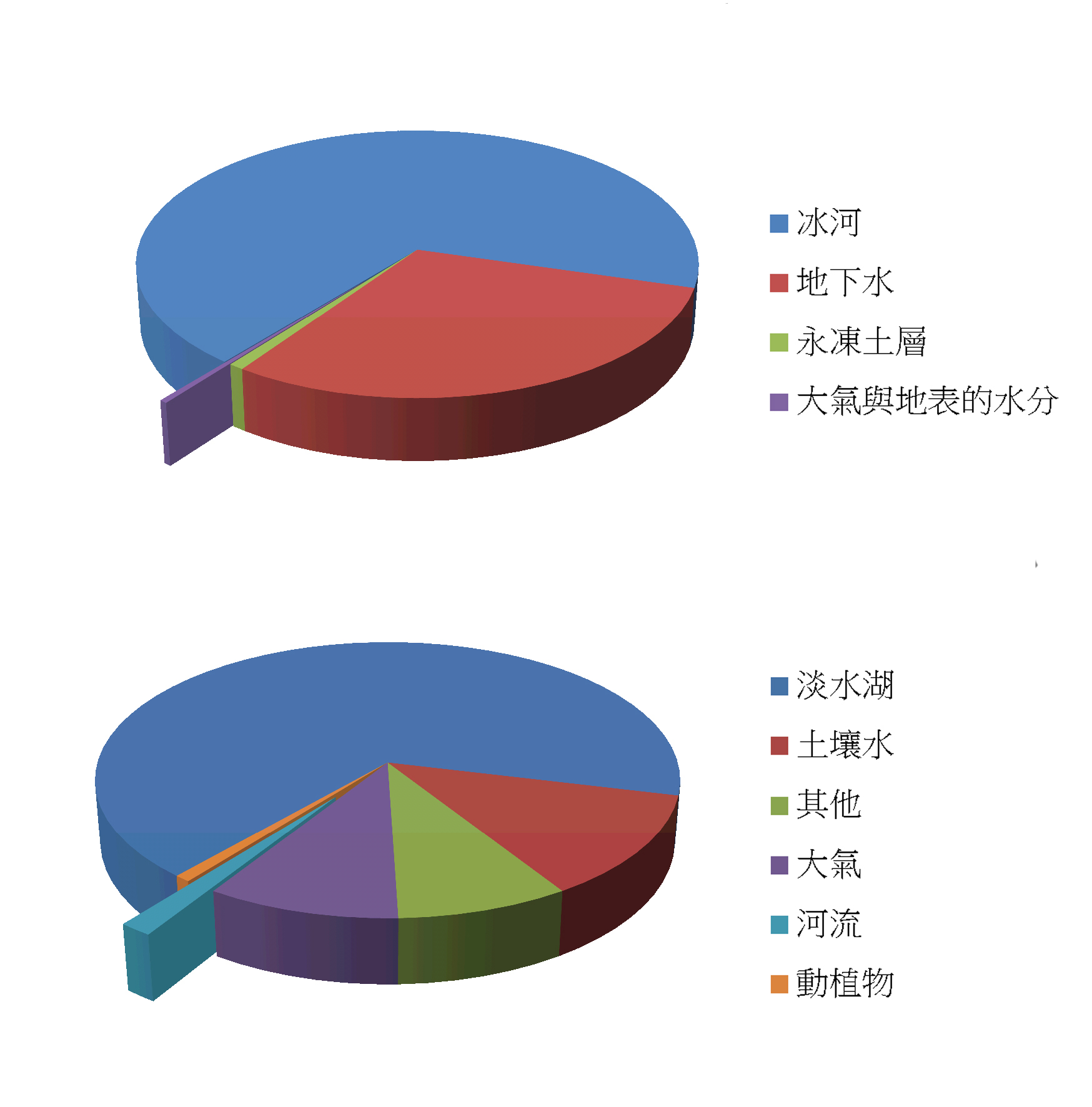
河川水資源比例圖

地球上的水資源有97%為海水，淡水僅有3%，其中約以三分之二集中在南北極，以冰雪形式存在，人類可使用的淡水僅佔全球水資源的0.8%，其中河水更僅佔淡水中的0.0001%。在水循環中不斷循環下，地球中的地表水得到源源不絕的補給。
河流的補給源自於源頭的降水或融雪，然而除了直接流入地表外，也有一部分的水滲入土壤成為地下水。雨和雪，只是暫時性的水源補給，主要還是以地下水持續河流水源。大部分的地表水最終將流入海或湖泊。而其餘的，就在大氣中通過從地表蒸發成水汽，滲透為地下水或注入河流。

## 形成
淡水的主要來源為降水及高山融雪。然而河流的源頭通常源自於高地，經由高山融雪的侵蝕作用逐漸形成湖泊或河川；河流通常是沿地勢，從源頭往下流並在流逕過程發生侵蝕作用，一直流至侵蝕基準面為止。
侵蝕基準面分為兩種。其一是「暫時侵蝕基準面」：通常為湖泊或人工湖，河流來到這就會被迫發生沉積作用，但經由河川的侵蝕或地殼的回春與其他因素，可造成改變，因此對於河流的影響範圍較小，存在時間較短；另外是「最終侵蝕基準面」：所有在海平面之上的陸地，都會有產生侵蝕，但是最後河流在注入海洋之後，都會在海平面上停止侵蝕作用隨後在海底下發生沉積作用，而因為海平面存在時間長，影響範圍很廣，變化性小，故海平面就為大部分河流的「最終侵蝕基準面」。

## 河流與地形
河道並不是永久性的結構，在自然狀態下，經過水的每一個動作，造成侵蝕、搬運經歷過長久時間後，河川形狀終將改變。尤其是達到老年期時準平原的侵蝕更是顯著。然而河流往往不只一脈，而是呈現樹枝狀結構，通常包括支流和幹流。

## 種類
從河流終點來看，河流可分為內流河和外流河。內流河所在流域稱為內流區，外流河所在流域稱為外流區，既不屬於內流區也不屬於外流區的陸地區域則稱為無流區。

### 内流河
内流河又称内陆河，指不能流入海洋、只能流入内陆湖或在内陆消失的河流。这类河流的年平均流量一般较小，但因暴雨、融雪引发的洪峰却很大。内流河成因主要是河流流经的区域高温干旱以及距离大海或其他河流较长的距离，两岸不但没有支流汇入，而且河水因大量的蒸发、渗漏而消失在内陆。如塔里木河。

### 外流河
外流河是指最终流入海洋的河流。外流河在流程中由于有支流的汇入，流量通常会越来越大，流程也较长。在河流入海口处会形成三角洲，或者以河湾形式注入大海，如拉普拉塔河。还有的河流由于洋流等原因，三角洲明显变小甚至消失，如亚马逊河。地球上大部分河流屬於此類。

### 季节性河流
季节性河流又称间歇性河流、时令河，指河流在枯水季节，河水断流、河床裸露；丰水季节，形成水流，甚至洪水奔腾。这类河流通常流经高温干旱的区域，而且年平均流量较小，但因暴雨、融雪引发的洪峰却很大。现时因人类对河流的过度引水、截流会使常年河流变成季节性河流，如黄河（曾在上世纪末有过短暂断流过）。

## 長度與源頭
河流長度的計算是一件很困難的事，它與起點（河源）、終點（出海口、湖泊、或其他河流）位置的認定，以及兩者之間總長度的量測方法與精度皆有關係。也因為如此，世界大河的排名每每爭論不休。
典型的河流是由許多支流彙集而成，而每條支流本身可能也是許多其他更小支流彙集而成，如此本流及所有支流的總合稱為水系。雖然本流及每條支條都有其源頭，但國際慣例係以離終點最遠的源頭當作整個水系的源頭，由此處作為起點量得的河流長度最長，就當作整個水系的河長。
一般而言，水系的源頭會在本流的起點或是其上游處，此時若無特別指定，河流河長與水系河長同義。例如尼羅河本流的起點為白尼羅河、青尼羅河合流處，而整個水系的源頭在其上游，若無特別指定，「尼羅河長」即指「尼羅河水系河長」，而非指本流（即名稱為尼羅河的那一段）河長。
若是水系的源頭與本流的源頭分义開來，就很容易產生誤解。例如密西西比河水系的最遠源頭是在其支流密蘇里河的上源傑弗遜河上，與密西西比河本流的源頭並不一致，因此「密西西比河長」與「密西西比河水系河長」並不相等。若要精確地表達量出整個水系河長的河道，最好寫成「密西西比－密蘇里河」。
若是河流的起點是隨季節變化的溪流、沼澤或湖泊，則極難決定正確的源頭。
當河流的出口是個逐漸擴大的河口灣時，終點的決定也極為困難，最典型的例子就是南美洲的拉普拉塔河與北美洲的聖勞倫斯河。此外，某些河流並沒有明確的終點，例如流入沙漠逐漸蒸發、流入地下水層、分散流入農田間的灌溉渠道等。
起點與終點確定後，傳統的方法是在地圖上分段量測河長，因此地圖的精確度會連帶影響量測結果。一般而言，地圖的比例尺愈大，愈能忠實反映河流的彎曲情形，量測出來的河長也就愈長。
大比例尺地圖往往不易取得，即使有了，也還有許多等待克服的問題，例如河流可能有多條分支、流經湖泊如何計算、季節性變化等，都會使量測結果產生相當程度的誤差。

## 用詞
上古中國，「河」及「江」二字並非今意：
「河」字指黃河，而「江」字指長江，而古人以「水」字作河，稱黃河為「河水」，稱長江為「江水」；而至南北朝後因「河水」其水色偏黃而稱「黃河」，而「江水」因為中國最長河而稱「長江」，此後北方河川常稱「河」，南方河川常稱「江」。
- 江：古代指長江，今己成為河流用詞。朝鮮半島一般以此稱呼较大的河流，越南一般以此作為／的譯名。
- 河：古代指黃河，今己成為河流用詞。漢語國家對外國普遍以此作為譯名，有少量例外，如萨尔温江、拉让江。
- 水：古代指各種河流，今多己不用，有少量例外，如汉水。
- 溪：较小河流用詞，意旨有乾涸期的中小型河流。
- 涌：音，广东一带用词，又叫河涌，指入海口的河道。
- 川：日本一般以此稱呼河流。
- 曲：藏區常見的河流用詞，來自藏語。比如那曲。

## 水流

### 流向

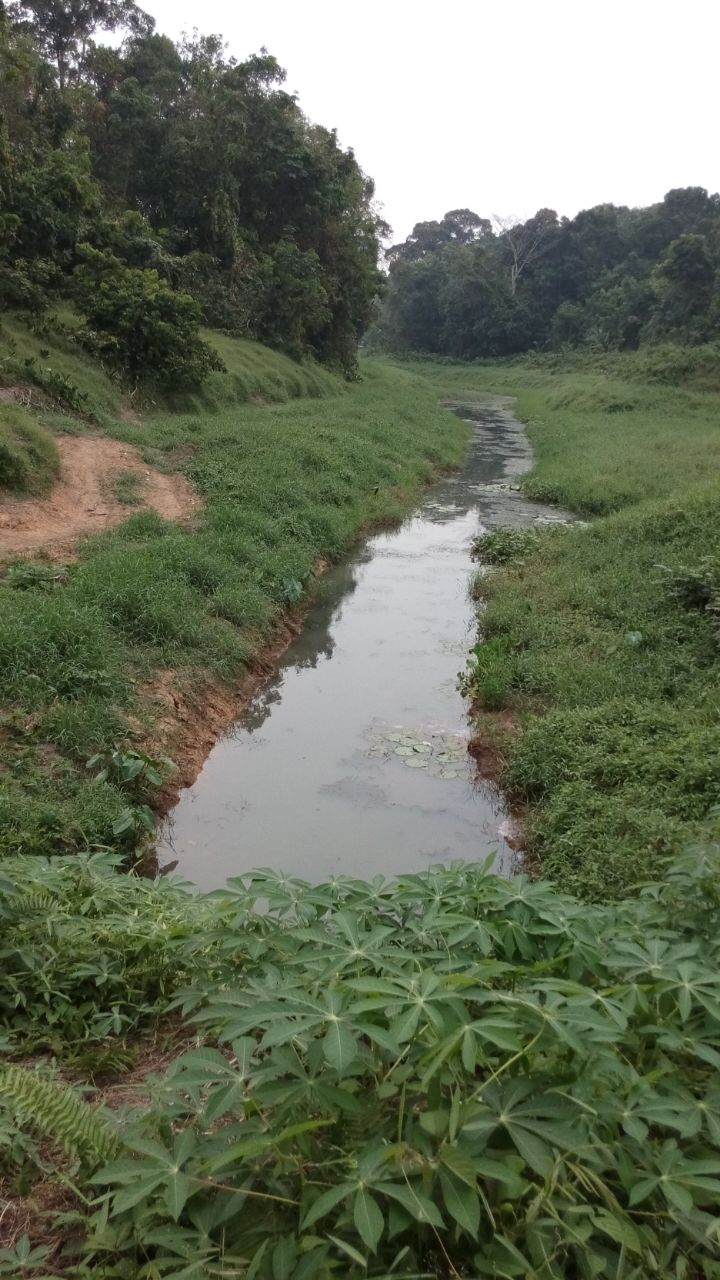
东南亚小河流

研究河流的水流是水文学的一个课题，河流由于重力的原因从高处流往低处，并没有特定的方向。如由于地势原因，东亚河流多呈从西向东的流向。
河流从源头向地势低处流动，直到河口，其流动路径并不一定是最短路径。

### 流速
河川體積流率，可視為水流流經一地的平均流速，然而河流的流速基本上取決於源頭至河流終點的高度差。河水流速由下面的等式表示。
{\displaystyle Q={\frac {\Delta V}{\Delta t}}} .
- Q為體積流率。
- ΔV為經過特定表面的流體體積。
- Δt為經過的時間。

### 降水量與流量
河川流量的變化取決於降水量・流域面積・流域。河水流量由下面的等式表示。
{\displaystyle Q_{y}=kpA\times 10^{3}}
{\displaystyle Q={\frac {kpA\times 10^{3}}{365\times 24\times 60\times 60}}}
- Qy :河川年流出量（m3）
- Q :河川年平均流量（m3/s）
- k :流出係数
- p :年降水量（mm）
- A :流域面積（km2）

## 河流與生態
棲息在河流生態系有著各式各樣特定的生物群，其中初級消費者，以昆蟲的數量佔了很大的比重，並且已經成為了河川的一大特色。
關於水質是否營養與汙染程度的收集與識別是較為簡單，也可從物種組成的變化顯示，所以在環境研究方面對於國家環境研究有著相當重大的影響。

### 上游
上游有比較多的大石頭分布。河川上游地區由於河道起伏幅度甚大，河川流速過快與溶氧強烈加上水溫偏低，造成河川養分缺乏，由於這些緣故使得大型水生植物無法生存，僅有一些矽藻附著在岩石表面上；而在動物方面有著如魚狗和河烏的鳥類，櫻花鉤吻鮭等鮭科魚類便是此生態系的代表魚，此外石蠅和蜉蝣幼蟲此類的水生昆蟲也都非常豐富。上游河床佈滿了大石塊，因而讓水流速度較快。

### 中游
中游有較多的鵝卵石分部。
河川中游地區，河道較寬流速較緩，有著大量中大型鵝卵石暴露。河底附著矽藻等水藻類，河道旁也有如岸柳等特定植物群聚，在動物有翠鳥香魚和鰱魚，也是大量石蠅和蜉蝣水生昆蟲棲息地。中游的河床堆積了很多鵝卵石，所以這裏的水流速度較緩。

### 下游
河川下游地區，這裏流域最廣、流速最緩，河床堆滿了沙泥質 （又名沙礫）。經過多年的水流變化，便形成了沙礫。河邊有著蘆葦和野生稻等植物最為豐富。動物方面鷺鷥、野鴨﹑鷸以及候鳥，此外也有鯽魚、鯉魚等淡水魚，及銀魚和鯔魚此類河口魚類。

### 凸岸
凸岸，這裏的水流速度較慢，所以泥沙會逐漸堆積。住在這裏的人，在河漲時，會被受到洪水的影響。

## 用途與開發

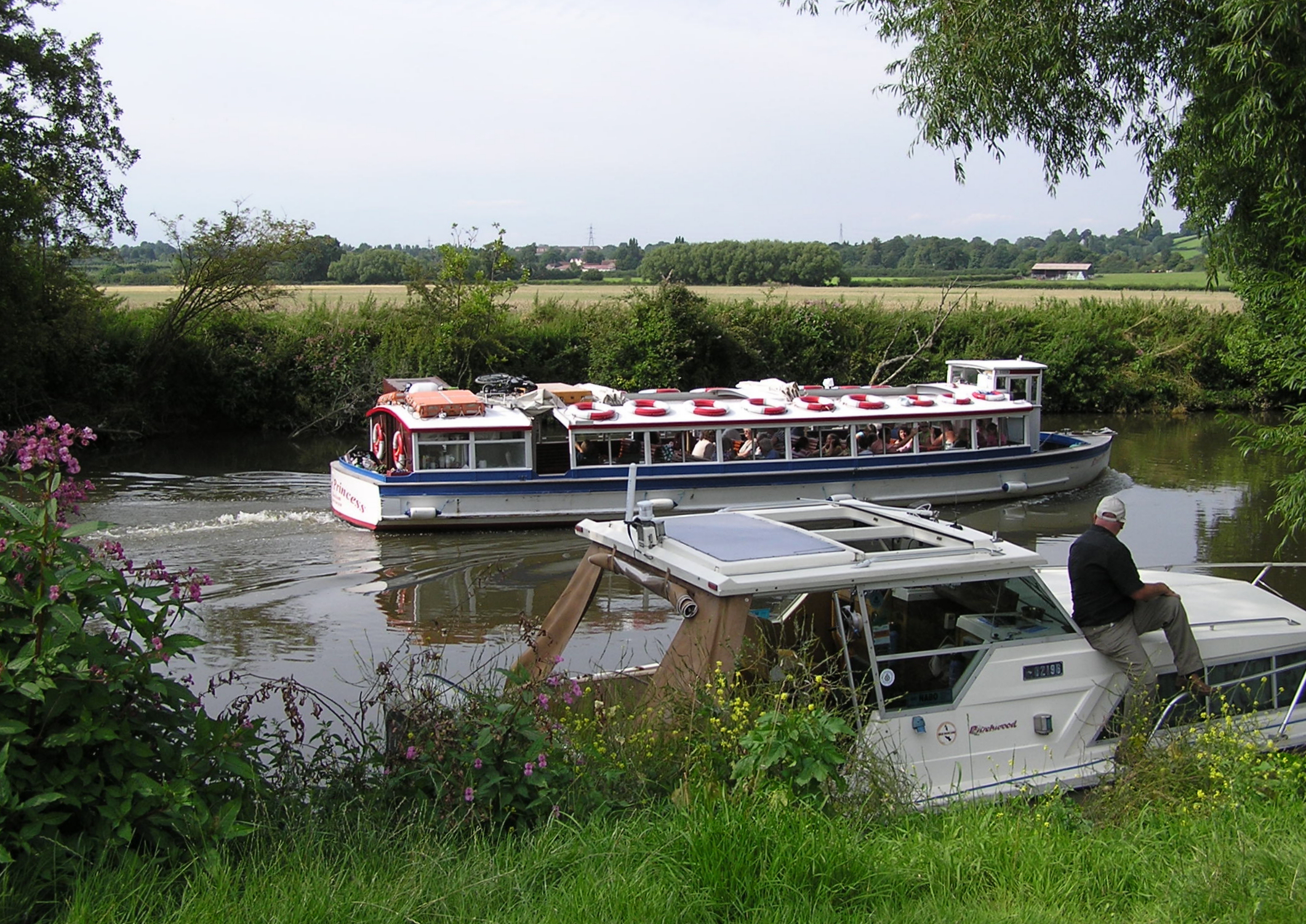
英国凯恩舍姆雅芳峡谷郊野公园雅芳河上的休闲活动。一个提供公众观光服务的船舶从一艘停泊的私家船旁驶过

河流一直以来都被用作灌溉、飲食、交通、防禦、洗浴、驱动机器的水力资源来源以及倾倒處理過废物的场所。

### 民生
自远古时期以來，就是人類的一大食物來源，人們靠著漁撈及引用河流水源從事農業活動。河流提供了多种鱼类和其他水中生物供給人類食用，同时还提供了淡水水源，用以饮用和灌溉，因此大部分的古文明起源都位于河流的两岸。

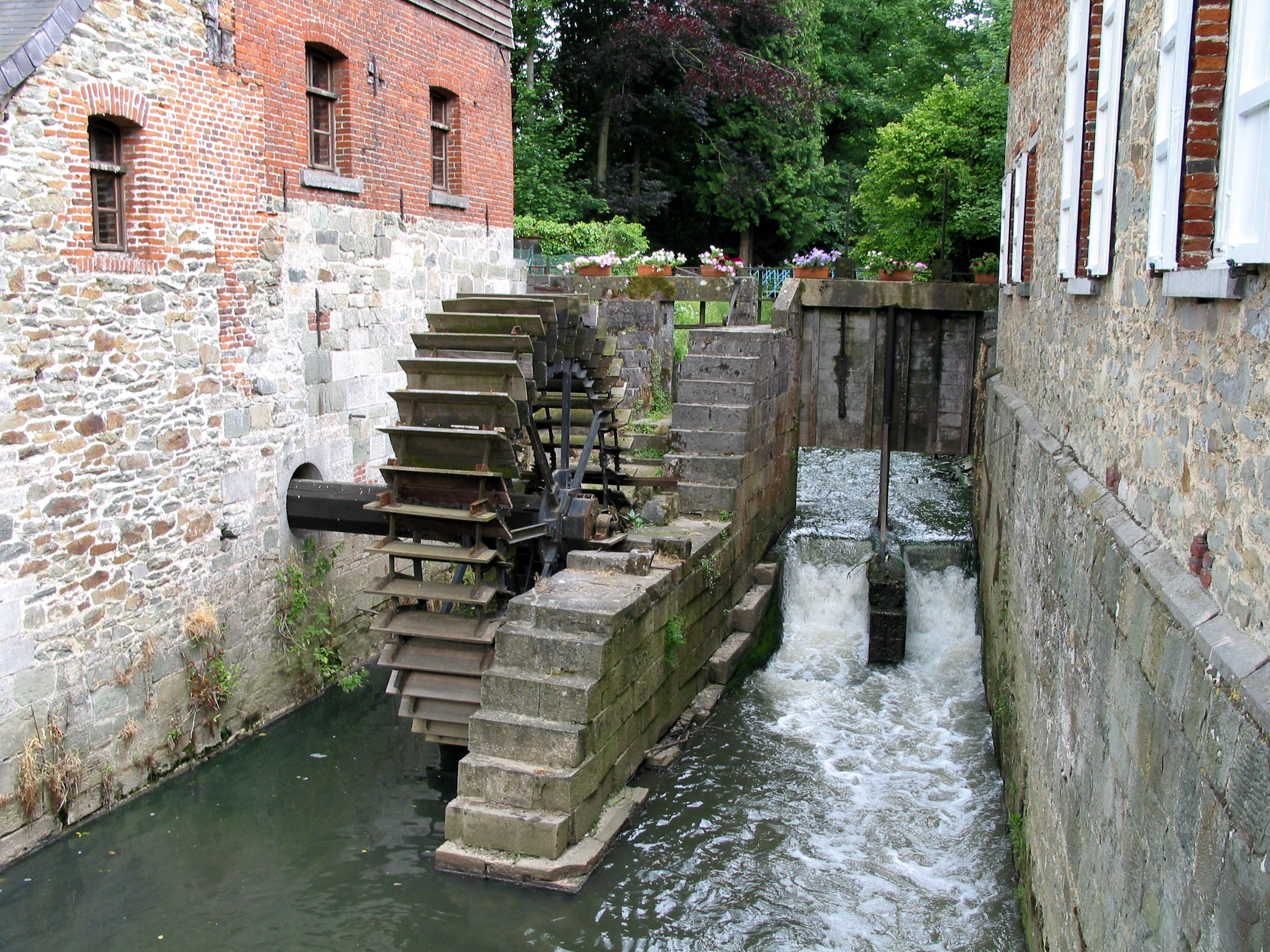
比利时的水力磨坊

快速流动的河流和普物常常通过水力磨坊和水力发电站作为能源来源。水力磨坊的使用已经有数百年历史，例如奥克尼群岛的Dounby Click Mill。早在蒸汽能源发明之前，在欧洲使用水力磨坊磨制麦片和处理羊毛及其他纺织品就十分常见。1890年代，第一台通过河水发电的机器出现，在近几十年来，水力发电有了长足的发展，尤其是在像挪威等多山的地区。

### 居住
河流沉积物砾石和沙被大量用于建筑当中，然而河流的形狀與型態往往还决定了城市布局。
河流也是重要的政治分界线以及防御工事。多瑙河曾经是罗马帝国长期的边界，如今是保加利亚和罗马尼亚等欧洲国家的分界线。

### 航運
河流用作航运的功能已经历经千年。最早有关河运的证据是公元前3300年巴基斯坦西北部的印度河流域文明。河流航运提供了一种廉价的交通方式，而且至今仍然在大多数主要河流上大量开展，例如亚马孙河、恒河、密西西比河、印度河以及长江等。由于河流上的船只往往不受管制，因此他们排放了大量的温室气体以及懸浮粒子，造成健康问题。

### 娱乐
在一些河流上游，河流湍急，常常出现瀑布與急流，这些急流往往被用于漂流等娱乐项目，如溯溪及泛舟。

## 災害與防治
人類為生存與發展，常與山爭地、與水爭地，以至於產生洪災、山崩、泥石流等環境災害。其危害層面甚廣，造成人命傷亡與財產損失難以估計，因此了解洪災的成因與特性，有助於安排減災、應變與災後重建等調整對策。

### 洪災
降水經過截留、蒸發、入滲或漥蓄後，其餘留置地表的將形成逕流，但如果逕流流量過大到河道或水渠無法容納時，水流即會形成洪水，而若造成人命傷亡或財產損失，則就稱之為「洪災」。然而發生洪災的先決條件諸多，並非一時一人一事件即可形成，其形成層面主要包含：強降水、地形、土地開發不當等因素。

#### 強降水
瞬間雨量或累積雨量，超過河道的排放能力。一般來說，如果一地有持續的大雨，發生洪災的可能性便會增加。
熱帶與亞熱帶國家，經常受到熱帶氣旋的襲擊，其帶來的強降水，將會引起持續的倾盆大雨，尤其在山區的雨勢更大，並且可能引起河水氾濫，土石流及山泥傾瀉。
而受季風影響的國家，氣候變化很大。夏季時，潮濕的季風會為當地帶來大量雨水。當大雨持續，而河道又未能容納所有水時，洪水便會溢出河道，造成水災。暴風亦會造成沿海地區氾濫的一個原因。暴風把海水推向沿海地區，造成風暴大浪，沿海地區會因此而被水淹沒。

#### 土地與開發不當
高聳的山脈將水氣攔截成地形雨，使迎風面出現大量降水，也造成沿海低窪地區嚴重淹水。
由於樹木可以固定水土，伐林會導致土壤的吸水能力減弱、土表因失去植被保護而加速侵蝕，因此每逢下雨，雨水、砂土便迅速流往下坡，流入河道，造成淤積，不利於洪水流通，造成洪水大量氾濫。除了伐林外，不良的耕作方式和在山坡上過量放牧，也使土地失去植被的保護，加速斜坡土壤侵蝕的現象，與水文歷線左移。高度都市化也可能造成洪災，地表被瀝青（柏油路）或水泥所覆蓋，導致雨水無法經由滲透方式流入地底，因此增加排水系統與河川排放雨水的負擔，導致內澇。

### 預防
湖泊能調節河流的流量，因此，增加湖泊的儲水容量便可減少洪災發生的可能。可是，湖泊的儲水量仍然有限，為了調節河流流量，可以在河流修築水壩，並在水壩前面興建人工湖。就好像在中國的長江流域內，就有超過4萬個人工湖，儲水量逾1,370億立方米。
河水外溢的控制亦非常重要。可以在河流的兩旁建築堤壩，防止河水外溢，保護陸地的城市免受氾濫的破壞。
除此之外，增加河水流動的速度亦可以避免洪災的發生。如果河水流動的速度增加，河水外溢的可能便會減少。有很多地方均有在常造成水災的河道進行拉直的工程，疏導河水，增加流速，以防洪災的發生。
要根治洪災，就必須保存河流上游的自然植被，立例管制伐林，並種植更多樹木，可以抓緊土壤，防止淤積物被沖往下游，避免河流下游有過多沉積物。

### 洪水預報
能夠預測洪災的發生可以及時做出防洪措施和發佈洪水警報。這使得，農民可將家畜自低窪地移走。公用事業也可以預備緊急備用設備。緊急服務也可以提前儲備足夠的緊急援救物資。
為了給航道做出最精確的洪水預報，對與過去降雨事件相關的徑流最好是有一個長期的歷史資料。這個歷史資料資訊還要和集水區容量即時資料（比如水庫富於庫容，地下水水位，蓄水層飽和程度）相結合才可能得到最精確的洪水預報。
雷達估測的降雨和普通天氣預報技術也是提高洪水預報精確度的重要要素。在資料品質高的地方，洪水的高度和強度可以被比較精確的預報出來，並留有大量的提前期做準備。洪水預報的結果一般包括最高預期水位和洪峰預期到達航道沿線重要地點的時間。預報也可能給出洪災的統計的可能重现期。在許多發達國家，城市區域按照百年一遇洪災的標準（即在任意百年內發生洪災的概率為大約63%）來防止洪災風險。
根據美國國家氣象局（NWS）位於湯頓的西北河流預報中心（River Forecast Center，RFC），城市地區的一個通常洪水預測經驗法則是非滲透表面要想開始顯著積水至少需要1小時內有至少1英寸（25）的降雨。許多國家氣象局的河流預報中心定常的發佈山洪暴發指導和上游水位指導（Flash Flood Guidance and Headwater Guidance）。指導會告訴，在段時間內要有多大的降雨量才可能造成山洪暴發或大流域性洪水。

## 延伸阅读
[在维基数据编辑]
 《欽定古今圖書集成·方輿彙編·山川典·川總部》，出自陈梦雷《古今圖書集成》